# 울산광역시의 시외버스
울산광역시에서 운행되고 있는 시외버스 및 고속버스는 대한민국의 주요 도시를 연결하고 있다. 시외버스터미널로는 삼산동에 있는 울산시외버스터미널, 방어진시외버스터미널, 언양시외버스터미널이 있으며, 고속버스터미널로는 울산고속버스터미널이 있다.

## 울산고속버스터미널
울산고속버스터미널은 남구 삼산로 288 (삼산동 1480-4)에 있는 버스 터미널이다. 고속버스 전산망상의 터미널 번호는 715이다.
남구 신정동에 처음으로 터미널이 건립되었으나 터미널 부지가 협소하여 1995년부터 이전을 추진해 1999년 8월 24일에 울산시외버스터미널과 함께 삼산동으로 이전했다가, 2001년 1월에 고속버스터미널을 따로 건설하여 현 위치로 이전하였다. 지금의 터미널은 롯데그룹에서 롯데백화점 및 롯데호텔과 함께 건립한 것이다. 현재 6개 노선이 하루 91회 운행되고 있다. 그러나 바로 옆의 롯데백화점 이용 차량과 버스가 뒤엉켜 매일 큰 혼잡을 일으키고 있어 삼산동 현위치로 이전된 뒤에도 지속적으로 재이전이 논의되고 있다. 터미널에서 출발하고 고속도로로 진입하기 전에 대구를 제외한 모든 행선지의 고속버스는 신복시외버스정류소를 중간 경유한다.
| 방면        | 행선지     |
| ----------- | ---------- |
| 수도권 방면 | 서울경부   |
| 호남권 방면 | 광주, 전주 |

## 울산시외버스터미널
울산시외버스터미널은 울산광역시 남구 화합로 133(삼산동 1481-1)에 위치하고 있으며, 흔히 시외버스 터미널이라고 부른다. 동해남부선 태화강역과 가까운 편이다. 터미널 안에 롯데리아, 어묵파는 곳이 있다. 길 건너편에 고속버스 터미널이 있다. 이 중 일부노선은 심야로 운행하거나 타 지역을 경유한다.
| 방면        | 행선지 |
| ----------- | --- |
| 수도권 방면 | 동서울, 부천, 성남, 수원, 안산, 오산, 인천국제공항, 인천 |
| 강원권 방면 | 강릉, 동해, 삼척, 원주, 춘천, 홍천, 횡성 |
| 충청권 방면 | 수안보, 제천, 충주 |
| 호남권 방면 | 광양, 동광양, 목포, 보성, 삼호, 순천, 여수, 여천 |
| 영남권 방면 | 경산, 경주, 고현, 구미, 구미공단, 김해, 대구대, 동대구, 마산, 밀양, 불국사, 상주, 서대구, 안동, 얼음골, 양산, 영남대, 영주, 영천, 울진, 입실, 점촌, 진주, 진해, 진량, 창원, 청도, 통영, 포항, 하양, 해운대 |

## 언양시외버스터미널
울산광역시 울주군 언양읍 헌양길 7(남부리 130)에 위치하는 버스 터미널이다. 현재 시외버스 8개노선이 하루에 95회 운행한다. 과거 시외버스였다가 시내버스로 전환된 노선도 일부 운행하고 있다.
| 방면        | 행선지                                                 |
| ----------- | ------------------------------------------------------ |
| 영남권 방면 | 경산, 경주, 김해, 동대구, 동곡, 양산, 창원, 포항, 부산 |

## 방어진시외버스터미널
울산광역시 동구 내진길 9(방어동 127-13)에 위치하는 버스 터미널이다. 2023년 5월 1일부로 유일하게 남아있던 심야운행 (1회) 마저 폐지되면서 방어진시외버스정류장 운행은 완전히 중단되었다.

## 봉계시외버스터미널
봉계시외버스터미널은 울산광역시 울주군 두동면 두동로 1842 (봉계리 510-5)에 있었던 시외버스터미널이다.
1993년에 시외버스터미널로 인가받았다. 울산~봉계, 경주~봉계, 언양~봉계 노선이 운행되었으나, 울산시·군과 경주시·군이 통합하면서 이곳의 노선들이 모두 시내버스로 전환되고, 2003년에 시외버스터미널 인가가 해지되었다. 이후에는 울산시내버스 308번(언양터미널~봉계), 802번(울산 연암차고지~봉계), 경주시내버스 500번(경주터미널~봉계)의 회차지로 사용되었다.
그러나 시내버스 업체들이 임대료를 지불하지 않자 2010년 11월 13일에 터미널 부지 소유주가 회차지를 폐쇄해 버렸고, 울주군이 봉계불고기특구 뒤편 하천부지에 임시회차지를 운영하였다. 울주군이 터미널 부지 일부를 매입하여 도시계획도로 개설을 추진하면서 부지 소유주가 설치한 장애물은 철거되었지만 현재 시내버스들은 하천부지에 조성된 주차장에서 회차한다.

## 울산광역시의 간이정류소
울산시외버스터미널과 울산고속버스터미널이 도심에 위치하고 있기 때문에 울산 관내 여러곳에 간이정류장이 운영되고 있다. 대표적인 곳으로는 울산고속도로 입구 근처에 위치한 신복시외버스정류소가 있으며, 고속도로를 이용하는 대부분의 노선이 이 곳을 경유하기 때문에 가장 규모가 크다. 또한 기존 태화동에 위치했던 터미널의 역할을 대신하기 위해 생긴 태화로터리시외버스정류장, 공업탑시외버스정류장 등이 있다. 현재 울산광역시에 약 16곳의 간이정류소가 설치되어 있다.

### 공업탑, 법원시외버스정류장
공업탑시외버스정류장은 울산광역시 남구 신정2동 공업탑로터리 근처에, 법원시외버스정류장은 문수로 295 앞 (옥동 288-10 앞)에 있다. 법원앞 시외버스정류장은 다른 이름으로 옥동시외버스정류장이라고도 한다. 울산시외버스터미널에서 출발한 노선 중 일부가 공업탑, 법원, 신복을 경유한 뒤 고속도로로 진입한다. 부산방면 노선도 공업탑과 옥동을 경유한다. 일부 공업탑에만 정차하고 법원에는 정차하지 않는 노선도 있다.
| 방면        | 행선지 |
| ----------- | --- |
| 수도권 방면 | 동서울 |
| 호남권 방면 | 광양, 동광양, 목포, 보성, 삼호, 순천, 여수, 여천                                                                                 |
| 영남권 방면 | 고성, 고현, 김해, 남마산, 덕계, 마산, 배둔, 부산, 사곡삼거리, 서창, 양산, 옥포, 용당, 웅촌, 장승포, 진동, 진주, 진해, 창원, 통영 |

### 태화로터리시외버스정류장

시외버스 정류장 (태화로터리 부근)

태화로터리시외버스정류장은 울산광역시 남구 신정1동에 있다. 울산시외버스터미널에서 출발한 노선 중 일부가 태화로터리와 신복을 경유한 뒤 고속도로로 진입한다. 김해국제공항으로 가는 공항리무진이 태화로터리에서 출발한다. 구 터미널을 대체하는 정류소다보니 많은 버스들이 정차했지만 코로나의 여파로 버스들이 하나둘 운행이 중단되었고, 2022년 7월 부터 금아리무진 버스들까지 철수하면서 현재는 공항버스 전용 승강장이 되었다.

### 해운대 방면
다음은 해운대시외버스터미널 방면 노선이 정차하는 정류장이다.
- 울산대공원동문앞정류장은 남구 신정2동 16-3 울산대공원의 동문앞에 있다. 시내·시외버스 통합정류장이 설치되어있다. 직행과 고속도로 직통이 모두 정차한다.

| 운행 노선     | 운행업체   | 운행구간 | 운행구간 | 운행구간 | 경유지                   | 배차 간격 | 시간표 (울산터미널 기준)                    |
| ------------- | ---------- | -------- | -------- | -------- | ------------------------ | --------- | ------------------------------------------- |
| 울산 ↔ 해운대 | 해운대고속 | 울산     | ↔        | 해운대   | 울산대공원동문앞, 장산역 | 20~30분   | 첫차:07:00(울산 기준) 막차:20:30(울산 기준) |

### 경주 방면
다음은 국도 제7호선을 경유하여 경주시, 포항시 방면 노선이 정차하는 정류장이다.
- 효문시외버스정류장은 북구 진장동 620-2에 있는 시내·시외버스 통합정류장이다. 컨테이너로 된 가건물에서 매표 업무를 하고 있었으나 2012년 6월 1일에 철수하였다. 따라서 효문사거리에서 시외버스를 이용하려면 버스에 승차하여 기사에게 현금을 지불해야 한다. 매표 업무를 하던 컨테이너는 방치되어 있었으나 현재 컨테이너 건물은 철거 된 상태이다. 또한, 버스시간도 명시되어 있지 않으며 시내버스 노선과 함께 시외버스 목적지만 안내되어 있다.효문정류장에는 감포방면 노선도 정차하는데, 아래에 따로 설명한다.
- 울산공항시외버스정류장은 북구 송정동 울산공항앞에 있는 시내·시외버스 통합정류장이다. 효문정류장과 마찬가지로 매표소가 없다.
- 호계시외버스정류장은 북구 호계동 768-6에 있다. 상안교사거리 근처 국도 제7호선 (산업로) 도로변에 있으며 컨테이너로 된 가건물에서 매표 업무를 하고 있다.

아래 시간표는 모두 울산시외버스터미널 기준이다.
| 운행 노선       | 운행업체                   | 운행구간 | 운행구간 | 운행구간 | 경유지                                               | 운행 횟수 | 시간표 (울산터미널 기준)                    |
| --------------- | -------------------------- | -------- | -------- | -------- | ---------------------------------------------------- | --------- | ------------------------------------------- |
| 울산 ↔ 경주     | 금아여행 금아리무진        | 울산     | ↔        | 경주     | 효문, 울산공항, 호계, 모화, 입실, 불국사             | 2회       | 첫차:08:30(울산 기준) 막차:21:00(울산 기준) |
| 울산 ↔ 경북도청 | 금아여행 금아리무진        | 울산     | ↔        | 경북도청 | 효문, 울산공항, 호계, 모화, 입실, 불국사, 경주, 영천 | 1회       | 08:30                                       |
| 울산 ↔ 포항     | 금아여행                   | 울산     | ↔        | 포항     | 효문, 울산공항, 호계, 모화, 입실, 불국사, 경주       | 1회       | 21:00                                       |
| 울산 ↔ 포항     | 금아여행                   | 울산     | ↔        | 포항     | 효문, 울산공항, 호계 - (동해고속도로)                | 12회      | 첫차:07:00(울산 기준) 막차:20:10(울산 기준) |
| 울산 ↔ 강릉     | 금아여행 아성고속 강원여객 | 울산     | ↔        | 강릉     | 효문, 울산공항, 호계, 동해                           | 2회       | 08:30, 15:30                                |

### 석남사정류장
석남사정류장은 울주군 상북면 석남로 556 (덕현리 1002)에 있다. 울산↔청도, 밀양↔석남사, 울산시내버스 328, 807, 1713번이 운행한다.
| 운행 노선     | 운행업체 | 운행구간 | 운행구간 | 운행구간 | 경유지                                             | 배차 간격 | 시간표 (울산터미널 기준)                                             |
| ------------- | -------- | -------- | -------- | -------- | -------------------------------------------------- | --------- | -------------------------------------------------------------------- |
| 울산 ↔ 청도   | 경산버스 | 울산     | ↔        | 청도     | 신복, 석남사, 얼음골, 남명, 송백, 금곡, 밀양, 유천 | 1회       | 12:20(울산 기준)                                                     |
| 석남사 ↔ 밀양 | 밀성여객 | 석남사   | ↔        | 밀양     | 얼음골, 남명, 송백, 금곡                           | 10회      | 08:30, 09:30, 11:00, 12:20, 13:20, 14:20, 16:00, 17:40, 18:20, 19:20 |